# Shredder
Shredder – komercyjny komputerowy program szachowy (a dokładniej silnik szachowy), którego autorem jest niemiecki programista Stefan Meyer-Kahlen. Obecnie  wersja programu ma numer 12 (wprowadzona do sprzedaży w styczniu 2010 roku)  i sprzedawana jest w dwóch odmianach: Shredder 12 (wersja jednoprocesorowa) oraz Deep Shredder 12 (wersja obsługująca wiele procesorów). Poza tym program występuje w wielu odmianach uruchamianych na różnych platformach sprzętowych, takich jak: Windows, Linux, Mac OS, iPhone, iPad oraz wersje mobilne na różne wersje telefonów komórkowych z technologią Java lub Windows Mobile.
Program zdobył wiele nagród w turniejach organizowanych dla programów szachowych:
- 1996 - Dżakarta - "Micro Computer World Champion"
- 1999 - Paderborn - "Micro Computer World Champion"
- 1999 - Paderborn - "Computer Chess World Champion"
- 2000 - Londyn - "Micro Computer World Champion"
- 2001 - Maastricht - "Micro Computer World Champion Single CPU"
- 2002 - Maastricht - "Blitz World Champion"
- 2003 - Graz - "Computer Chess World Champion"
- 2003 - Graz - "Blitz World Champion"
- 2004 - Tel Awiw-Jafa - "Blitz World Champion"
- 2005 - Reykjavík - "Blitz World Champion"
- 2006 - Moguncja - "Chess960 World Champion"
- 2007 - Amsterdam - "Blitz World Champion"
- 2010 - Kanazawa - "Chess Software World Champion"

Ranking programu w wersji 64 bitowej wyliczono na 3143 punkty.